# Sarvestan
Sarvestān (farsi سروستان) è il capoluogo dello shahrestān di Sarvestan, circoscrizione Centrale, nella provincia di Fars. Aveva, nel 2006, una popolazione di 16.846 abitanti. Il suo nome significa "terra dei cipressi" (cupressus): sarv (cipresso) e estan (terra). Nella zona si coltiva grano, pistacchi e olive.
A sud della città (29°11′44.18″N 53°13′51.68″E) si trova il Sasan Kakhe, un palazzo sasanide di pietra e gesso che risale all'epoca di Bahram V (421-438). È inserito nella lista provvisoria dell'UNESCO nel "Complesso delle città storiche sasanidi".